# Shinobi Master Senran Kagura: New Link
Shinobi Master Senran Kagura: New Link (シノビマスター 閃乱カグラ NEW LINK?) è un videogioco free-to-play del 2017, pubblicato in Giappone per iOS e Android, sostituendo sui dispositivi mobili Senran Kagura: New Wave. Il titolo è stato pubblicato successivamente anche per PC.
Dal gioco, che presenta nuovi personaggi e sviluppi nella trama di Senran Kagura, è stata tratta una serie anime del 2018 in 12 episodi, distribuita anche in Occidente, intitolata Senran Kagura Shinovi Master (閃乱カグラ SHINOVI MASTER -東京妖魔篇-?, Senran Kagura: Shinovi Master - Tōkyō yōma-hen). Il gioco ha avuto inoltre collaborazioni con molte serie (Gantz, The King of Fighters, Dead or Alive, Ikkitousen, Cobra, High School DxD, DanMachi, Hyakka Ryōran Samurai Girls, Queen's Blade, To Love-Ru e Darkstalkers).
Il 30 maggio 2025 i server sono stati chiusi, tuttavia è stata resa disponibile una versione offline.